# Constantino de Salm-Salm
Constantino Alejandro José Juan Nepomúceno de Salm-Salm (22 de noviembre de 1762, Hoogstraten - 25 de febrero de 1828, Karlsruhe) fue un noble alemán y tercer, y último, príncipe soberano de Salm-Salm (1778-1813), aunque luego sería príncipe mediatizado hasta 1828. Fue copríncipe soberano, junto con Federico IV de Salm-Kyrburg, del Principado de Salm (1802-1811).

## Vida
Era hijo del Wildgrave y Ringrave Federico Ernesto Maximiliano de Salm-Salm (1732-1773), duque de Hoogstraten, y su esposa la landgravina Maria Luisa Eleonora de Hesse-Rheinfels-Rotenburg (1729-1800).
Constantino von Salm-Salm sucedió a su tío, el príncipe Luis de Salm-Salm, el 29 de julio de 1778 como tercer príncipe de Salm-Salm. Aunque era menor de edad hizo un decreto para volverse mayor de edad.
Ya en 1790, Constantino de Salm-Salm abandonó su país, que se encontraba en peligro de revolución, y se instaló en su nueva residencia principal, el Palacio de Anholt, ubicado en el Señorío de Anholt, Westfalia. En la Paz de Lunéville (1801), el Sacro Imperio Romano Germánico cedió todas las tierras en la orilla izquierda del Rin a Francia. Constantino, un gobernante del Sacro Imperio Romano Germánico en la orilla izquierda del Rin, se convirtió en un príncipe mediatizado, el cual tenía derecho a una compensación del Imperio en virtud del Artículo VII de la paz antes mencionada. Finalmente obtuvo esa compensación mediante la secularización del Principado episcopal de Münster, cuyas partes occidentales pasaron a él y al príncipe menor de edad Federico IV de Salm-Kyrburg. En julio de 1806, ambos príncipes, junto con otros más, fundaron la Confederación del Rin bajo el protectorado de Napoleón Bonaparte.
El 13 de diciembre de 1810, Francia decidió anexar el territorio del Principado de Salm. Constantino hizo que su enviado Jeremías Godofredo von Noël negociara un acuerdo de compensación financiera por esta pérdida. El 31 de diciembre de 1811, Napoleón I también le otorgó el título de duque del Imperio Después del colapso del dominio francés (1813/1814), los Príncipes de Salm-Salm y Salm-Kyrburg no pudieron recuperar la soberanía sobre el principado. El Congreso de Viena determinó que el territorio del antiguo principado iría al Reino de Prusia en 1815. A partir de entonces, los Príncipes de Salm-Salm y Salm-Kyrburg fueron solo señores de la nobleza en Prusia. Como tal, fue miembro de la Dieta Provincial de la Provincia de Westfalia en 1826.
En 1826, el católico Constantino se convirtió a la fe protestante.
Constantin von Salm-Salm falleció el 25 de febrero de 1828 a la edad de 65 años en Karlsruhe. Fue enterrado en la capilla funeraria de Anholt, que mandó reconstruir como lugar de sepultura para su familia en 1804.

## Matrimonios y descendencia
Primer matrimonio: el 31 de diciembre de 1782, en Pütlingen, se casó con la princesa Victoria Felicitas von Löwenstein-Wertheim-Rochfort (2 de enero de 1769, Nancy - 29 de noviembre de 1786, Senones), hija del príncipe Teodoro Alejandro von Löwenstein-Wertheim-Rochfort (1722-1780) y la condesa Catarina Luisa Leonor de Leiningen-Daxburg-Hartenburg (1735-1805). Tuvieron dos hijos:
- Maria Victoria de Salm-Salm (1 de agosto de 1784 - 3 de abril de 1786)
- Guillermo Florentino Luis Carlos de Salm-Salm (17 de marzo de 1786, Senones - 2 de agosto de 1846, Anholt), IV Príncipe de Salm-Salm, se casó el 21 de julio de 1810 en el Castillo Napoleonshoehe, Kassel, con Flaminia Rossi (21 de julio de 1795, Ajaccio - Córcega, 20 de diciembre de 1840); tuvo descendencia.

Segundo matrimonio: el 4 de febrero de 1788, en Vinor, Bohemia, se casó con la condesa Maria Walpurgis de Sternberg-Manderscheid (11 de mayo de 1770 - 16 de junio de 1806), hija del conde Johann Franz Christian Philipp von Sternberg (1732-1811) y la condesa Augusta Dorothea von Manderscheid-Blankenheim. (1744–1811). Tuvieron siete hijos:
- Cristián Felipe Augusto Felix von Salm-Salm (1791)
- Jorge Leopoldo Maximiliano Cristián de Salm-Salm (12 de abril de 1793 - 20 de noviembre de 1836), casado el 29 de abril de 1828 con la condesa Maria von Sternberg (4 de mayo de 1802 - 4 de octubre de 1870)
- Leonor Guillermina Luisa von Salm-Salm (6 de diciembre de 1794, Meinberg - 6 de enero de 1871, Castillo de Dülmen), casada el 21 de junio de 1819 en Anholt con el décimo duque Alfred von Kroy (22 de diciembre de 1789, Aquisgrán - 14 de julio de 1861, Dülmen)
- Juana Guillermo Augusta von Salm-Salm (5 de agosto de 1796, Anholt - 22 de noviembre de 1868, Düsseldorf), casada el 28 de julio de 1824 en Anholt con el príncipe Philipp von Kroy (26 de noviembre de 1801, Viena - 2 de agosto de 1871, Ems)
- Augusta Luisa María de Salm-Salm (29 de enero de 1798 - 10 de marzo de 1837)
- Sofía von Salm-Salm (1 de noviembre de 1799)
- Francisco José von Salm-Salm (* 5 de julio de 1801, Herten - 31 de diciembre de 1842, Bonn), casado el 24 de marzo de 1841 en Kleinheubach con la princesa María Josefina Sofía de Löwenstein-Wertheim-Rosenberg (9 de agosto de 1814, Neustadt am Main - 9 de enero de 1876, Kreuznach)

Tercer matrimonio: el 12 de junio de 1810, en La Haya, se casó con Katharina Bender (19 de enero de 1791, Fráncfort del Meno - 13 de marzo de 1831), hija de Johann Christoph Bender y Dorothea Dühring. El rey de Prusia la nombró Frau Salm de Loon el 28 de septiembre de 1830. Tuvieron cinco hijos, que recibieron el título de Condes de Salm-Hoogstraten:
- Otón Luis Oswaldo de Salm-Hoogstraten (30 de agosto de 1810, Anholt - 11 de mayo de 1869, Tegernsee), se casó en primera,  el 20 de noviembre de 1834 en Dresde, con Frau Ernestina von Farnbühler (30 de agosto de 1814 - 29 de julio de 1839). Luego, el 12 de agosto de 1848, se casó con Frau Paulina von Speth (26 de enero de 1830 - abril de 1915, Brixen)
- Conrado Eduardo Augusto Jorge von Salm-Hoogstraten (8 de septiembre de 1812 - 18 de mayo de 1886, Görz), casado el 27 de septiembre de 1845 con Sofía von Rohr (30 de mayo de 1824 - 11 de enero de 1891, Görz)
- Rodolfo Germán Guillermo Florentino Augusto von Salm-Hoogstraten (9 de septiembre de 1817, Anholt - 2 de diciembre de 1869, Förde), casado el 4 de octubre de 1839 con la condesa Emilia von Borke (9 de febrero de 1822, Hütte - 27 de febrero de 1874, Heidelust, cerca de Dinslaken)
- Alberto Federico Luis Juan von Salm-Hoogstraten (* 3 de septiembre de 1819, Anholt - 2 de abril de 1904, Meran), casado el 13 de agosto de 1843 en Aurich con la condesa Luisa von Bohlen (21 de febrero de 1819, Aurich - 20 de octubre de 1875, Múnich)
- Germán Juan Ignacio Federico von Salm-Hoogstraten (13 de junio de 1821, París - 24 de septiembre de 1902, Bonn)